# Augustin Bena
Augustin Bena (n. 20 octombrie 1880, Pianu de Jos, Alba – d. 1962, Cluj) a fost un compozitor, profesor, dirijor, preot, animator al vieții cultural-teatral-muzicale din Transilvania.

## Studii
A urmat primele patru clase la Gimnaziul evanghelic din Sebeș, continuate la Blaj, Brașov și Năsăud, unde a obținut bacalaureatul în anul 1900, devenind cunoscut ca dirijor al corului elevilor cu care a interpretat, printre altele, ”Canțoneta italiană”, compoziție proprie pentru cor bărbătesc pe versuri de Vasile Alecsandri, prima sa lucrare executată în public și în calitate de dirijor.
În anii 1900-1903 a studiat teologia la Sibiu, unde a obținut licența pentru a fi hirotonit preot. Cu o bursă de trei ani a Mitropoliei din Sibiu în 1903 s-a înscris, prin concurs, la Academia Regală de Muzică din Berlin - Charlottenburg (Akademische Hochschule für Musik), unde a studiat compoziția cu Max Bruch, al cărui elev favorit a devenit.
După absolvire, în 1905, s-a înscris la Conservatorul din București, pentru continuarea studiului muzical sub îndrumarea lui Dumitru Kiriac și Alfonso Castaldi.

## Activitatea profesională
De la București a revenit la Sibiu, ca profesor de muzică și cântare ajutător (suplinitor) la Teologia din Sibiu, apoi profesor la Școala de Fete a Astrei, Școala de Gospodărie, directorul Uniunii de Cântări din Sibiu și Econom la Teologia din Sibiu.
În 1909 a devenit profesor de muzică și cântări și profesor de religie la Liceul Grăniceresc din Năsăud (actualul Colegiu Național George Coșbuc).
În 1910 și-a dat definitivatul ca profesor de muzică la conservatorul din Budapesta.
Întors la Năsăud, a avut o bogată activitate componistică, dirijorală, didactică. A înființat la Năsăud primul teatru stabil din Transilvania.
În 1911, după ce s-a căsătorit, a fost hirotonit la Mitropolia din Sibiu, preot la Parohia ortodoxă din Năsăud.
În Primul Război Mondial (1916-1918) a fost mobilizat ca preot militar cu grad de căpitan în armata austro-ungară și a fost luat prizonier în Polonia pe frontul rusesc.
După unirea de la 1 decembrie 1918, Augustin Bena a fost unul din titularii cursurilor pentru pregătirea profesorilor de muzică din Ardeal, în vara anilor 1919 și 1920 la Conservatorul din Cluj, unde fusese numit profesor la catedra de teorie, solfegii, armonie si dirijat. 
În 1924 a obținut la Cluj titlul de doctor în Filozofie și Litere cu teza „Limba română la sașii din Ardeal” (publicată ulterior în limba germană în revista Klingsor nr 3 (1926), cu titlul Die rumänische Sprache bei den Siebenbürger Sachsen) iar în anii 1925-1931-1941 a fost întâi directorul, apoi rectorul Academiei de Muzică și Artă Dramatică din Cluj și la Timișoara în refugiu.
În paralel, din 1929 a fost inspector al învățământului muzical secundar din Transilvania, apoi din întregul Regat Român.
A decedat in 1962 la Cluj. În imobilul în care a locuit, situat pe strada Barbu Ștefănescu Delavrancea, nr. 2, a fost amenajat un spațiu memorial.

## Activitatea componistică
Activitatea componistica a lui Augustin Bena a cuprins peste 200 de piese din genuri muzicale variate: corale, piese religioase, muzică vocala, muzica de operă, muzica de cameră, muzica simfonică, lucrări didactice. De asemenea, a tradus, prelucrat și transcris diverse partituri de Giovanni Pierluigi da Palestrina, Johann Sebastian Bach, Christoph Willibald Gluck, Bedřich Smetana și Piotr Ilici Ceaikovski.  În plan componistic a continuat orientarea estetică a lui Iacob Mureșianu, fixând astfel reperele unui clasicism al istoriei muzicii ardelene.
Prima sa compoziție care a rezistat timpului, a fost „Romanța pentru vioară și pian”, lansată în anul 1899. În aceeași perioadă a compus și „Serenada pentru cor bărbătesc”. 
În anii următori a compus cântecele „Ciobanul” pentru cor mixt, „Mândruța” pentru orchestră și cor mixt, „Flori de nufăr” pentru cor mixt pe versuri de Alecsandri, „Imn religios” pentru cor bărbatesc. Toate aceste compoziții au fost incluse în programul unor concerte.
În timp ce a studiat la Berlin a compus și corurile „La fântână”, „Mori mandro” pentru cor mixt și romanța „Zboară-al nopții negru flutur" publicată în 1905. 
La Năsăud a compus „Furtună pe mare” pentru cor și orchestră
Principalele sale lucrări religioase au fost:
- „Liturghia I-a în Fa-major pentru cor mixt” (1912);
- „Liturghia a II-a pentru cor de voci egale” (1914);
- „Liturghia a III-a pentru voci egale” (1938, în „Repertoriu coral” - Timișoara).

## Scrieri
- Tratatul de teoria muzicii, prima lucrare didactică în muzicologia românească, definitivată în anul 1921 apoi tipărită în două ediții, în 1923 și 1925.
- Curs practic de dirijat coral, Editura Muzicală, 1958.

## Distincții
Pentru meritele sale didactice si componistice a fost decorat cu
- Ordinul Coroana României, în grad de cavaler

și a primit distincția 
- Răsplata muncii pentru școală și cultură.